# کراسنوگورسکی (باشقیرستان)
کراسنوگورسکی (انگلیسی: Krasnogorsky, Republic of Bashkortostan) یک شهرک در شهرستان ملئوزوفسکی استان باشقیرستان کشور روسیه است.